# Monterrubio de la Sierra
Monterrubio de la Sierra település Spanyolországban, Salamanca tartományban. Monterrubio de la Sierra Membribe de la Sierra, San Pedro de Rozados, Morille, Buenavista, Beleña és Pedrosillo de los Aires községekkel határos. Lakosainak száma 148 fő (2024).

## Népesség
A település népessége az elmúlt években az alábbi módon változott:
| Lakosok száma | 167  | 154  | 166  | 163  | 185  | 178  | 162  | 156  | 142  | 148  |
|               | 2001 | 2004 | 2007 | 2009 | 2012 | 2014 | 2017 | 2019 | 2022 | 2024 |